# SV Neptun Aachen 1910
Der SV Neptun Aachen 1910 e. V. ist ein Schwimmverein in Aachen im Bundesland Nordrhein-Westfalen.

## Vereinsgeschichte

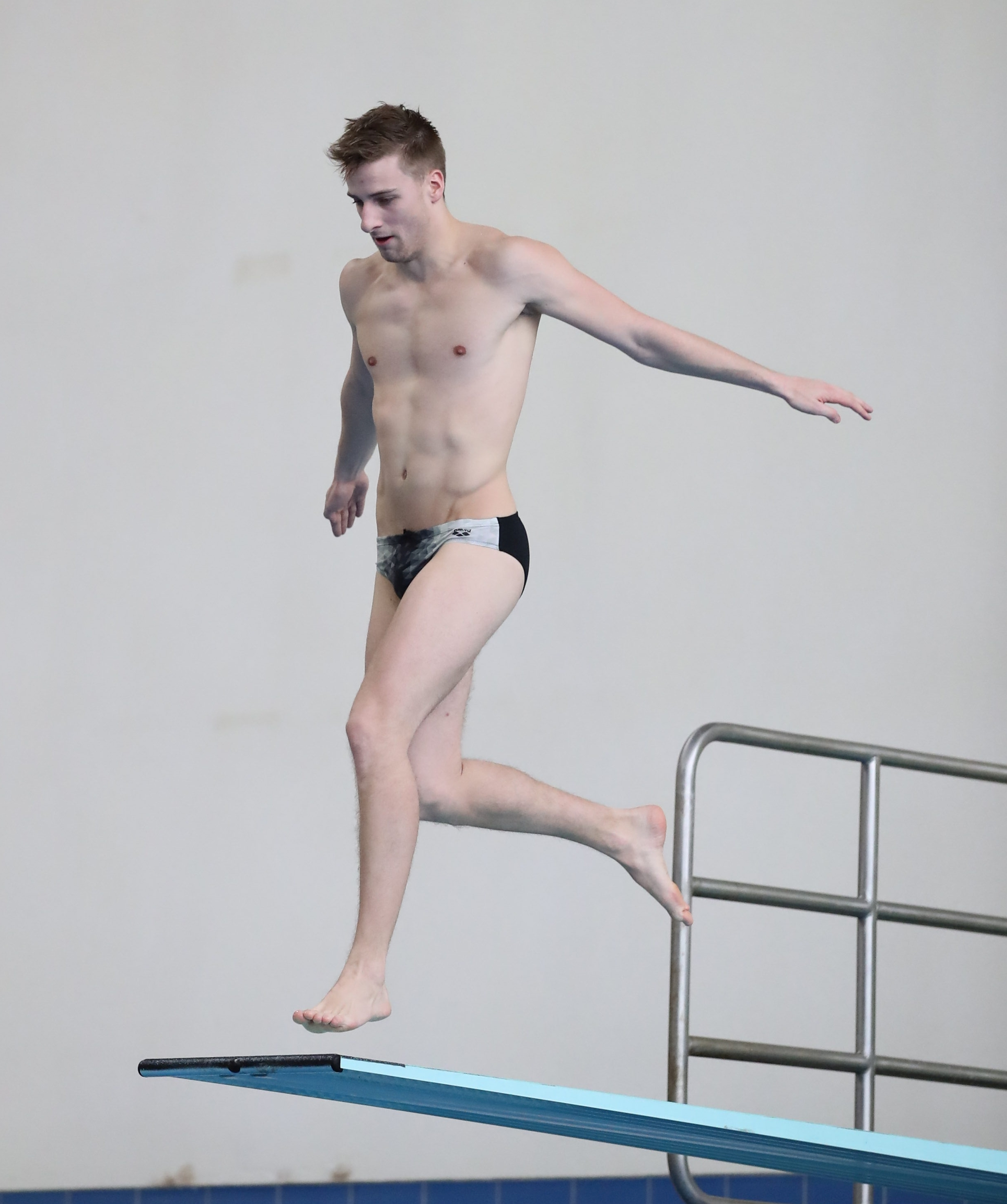
Wasserspringer Alexander Lube vom SV Neptun Aachen 1910 bei einem Wettkampf

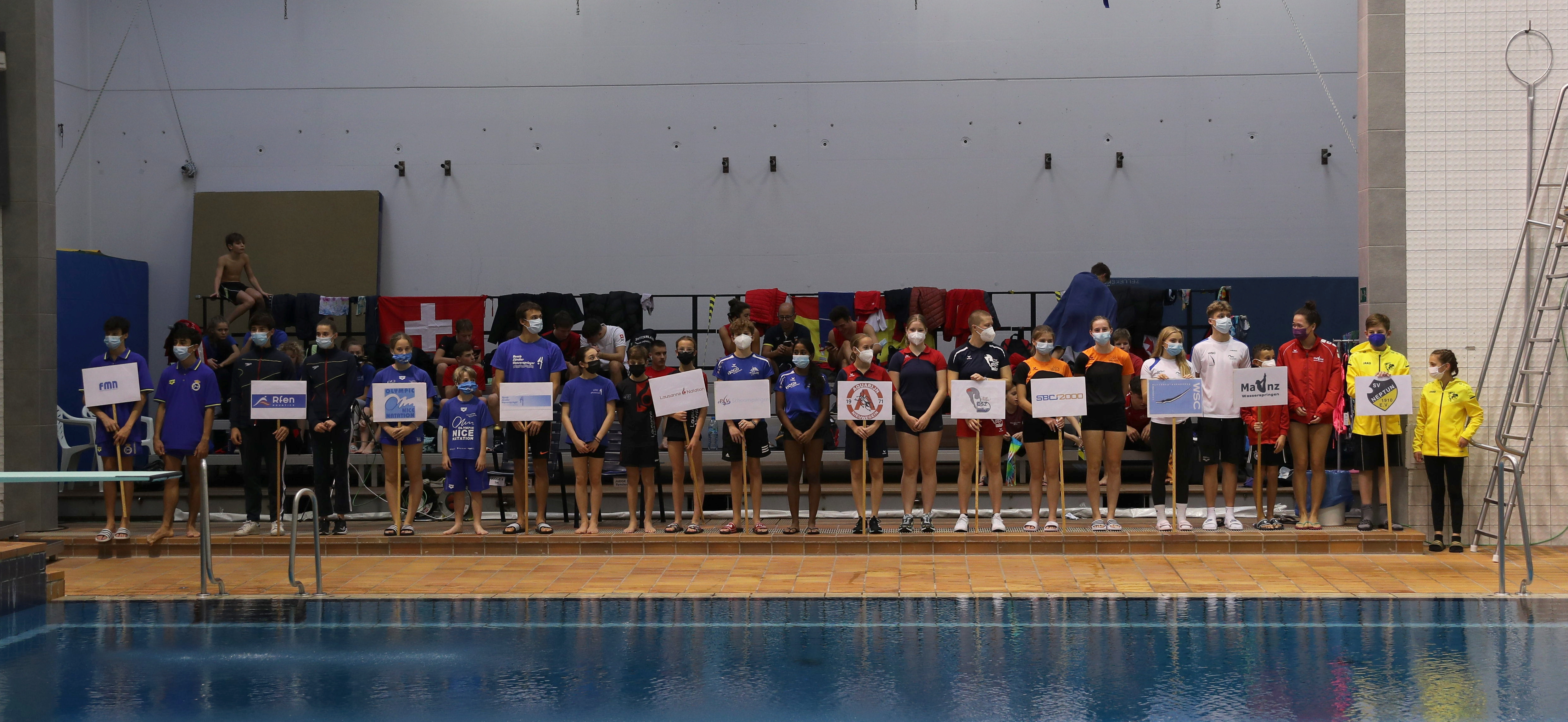
Eröffnungszeremonie des 8. Internationalen Ulla-Klinger-Cups (weitere Fotos)

Der Schwimmverein Neptun 1910 e. V. wurde am 9. November 1910 gegründet. 37 Turner aus sieben Vereinen, die zu diesem Zeitpunkt Mitglied des „Verbandes Aachener Turnvereine“ (VATV) waren, schlossen sich zu einer Schwimmabteilung zusammen. An der Gründung war maßgeblich der Aachener Fabrikdirektor Pirnay beteiligt, der zum ersten Vorsitzenden gewählt wurde.
Einen großen Aufschwung erhielt der Verein durch die Einführung des Schwimmunterrichtes an preußischen Schulen als Pflichtfach im Jahre 1911. Im gleichen Jahr konnte der Verein mit der Elisabethhalle eine neue Schwimmhalle in Aachen beziehen, in der auch erstmals Frauen ein eigenes kleines Schwimmbecken erhielten.
Der Erste Weltkrieg hinterließ im Vereinsleben seine deutlichen Spuren. Trotz herber Rückschläge konnte man 1920 dem Deutschen Schwimm-Verband beitreten.
Mit Fertigstellung der Wasserspringanlage in der Westhalle im Aachener Stadtteil Hanbruch gewann das Wasserspringen in Aachen eine neue Dimension. Erstmals konnte in Aachen nun auch vom 10-Meter-Turm trainiert werden. Mit dem weiteren Anbau einer Trockensprunganlage und dem Teilinternat entstand in Aachen eine der kompaktesten Trainingsstätten für Wasserspringen in ganz Deutschland. 2008 wurde die Westhalle durch Ratsbeschluss in Ulla-Klinger-Halle zu Ehren der langjährigen Bundestrainerin Ursula Klinger aus dem SV Neptun umbenannt.
Zu den großen Persönlichkeiten des SV Neptun Aachen zählte der ehemalige Vorsitzende Paul Bienen. Nachdem er 1929 den Vorsitz übernommen hatte, trieb er die Bildung der Springerschule massiv voran. 1938 machte der Verein mit Gertrud Bollinger beim Deutschen Schwimmfest in Breslau im Bereich Kunst- und Turmspringen erstmals überregional auf sich aufmerksam.
Nach dem Zweiten Weltkrieg konnte der Verein seine Arbeit nur mühsam wieder aufnehmen. Erst 1948 konnte man wieder ein Nottraining anbieten. Die Wasserspringer erhielten an der Technischen Hochschule (TH) die Möglichkeit mit dem Trampolin zu trainieren. Diese Notlage war für den Verein ein Glücksfall, denn viele Studenten fanden den Weg zum Wassersport. Zu ihnen gehörte 1954 u. a. auch Otto-Eberhard Klinger, der 1962 die Leitung der Springerschule übernahm. Unter seiner Leitung begann ein rasanter Aufstieg des Vereins im Bereich der Kunst- und Turmspringer. Der SV Neptun generierte zahlreiche Deutsche Meister, Europameister und Jugendweltmeister. 1978 wurde seine Frau Ursula Klinger als Bundestrainerin in den Dienst des DSV gestellt. 2002 und 2008 richtete der SV Neptun unter der Leitung von Hans Alt-Küpers die Jugendweltmeisterschaften im Wasserspringen und jahrzehntelang das international hoch angesehene Lambertz-Printenspringen in Aachen aus. Der SV Neptun verdankt seine Spitzenstellung unter anderem auch Frau Gerta Nadenau, die für ihr erfolgreiches Engagement im Nachwuchsbereich hohe Auszeichnungen erhielt. Seit 2013 richtet der SV Neptun den Ulla Klinger Cup aus, einen internationalen Wasserspringwettkampf.
Der SV Neptun Aachen Abteilung Kunst- und Turmspringen ist Landesleistungszentrum NRW, Talentstützpunkt NRW und war bis 2013 Bundes- und Olympiastützpunkt; zurzeit ist sie Nachwuchsstützpunkt des DSV.

## Abteilungen
Neben den Kunst- und Turmspringern existieren noch die Schwimm-, Volleyball- und Ballettabteilung.

## Persönlichkeiten
- Hans Alt-Küpers (Abteilungsleiter Springen)
- Norman Becker (Deutscher Meister Synchronspringen Turm 2001 und Juniorenweltmeister Synchron 2002 3-Meter-Turm)
- Jaden Eikermann (Deutscher Meister Turm 2020)
- Kerstin Finke (Olympiateilnehmerin 1984)
- Uschi Freitag (Platz 3 Jugendeuropameisterschaften 2007 1-Meter-Brett)
- Lucie Freitag-Fransen (Masters-Vizeweltmeisterin Turm 2004, zweifache Masters-Europameisterin 2005, zweifache Masters-Weltmeisterin 2006)
- Elke Heinrichs (Olympiateilnehmerin und mehrfache Deutsche Meisterin)
- Sascha Klein (Juniorenweltmeister 2002 3-Meter-Turm und Europameister 2008 Synchronspringen 10-Meter-Turm)
- Ursula Klinger (Bundestrainerin)
- Alex Kogale (Deutscher Meister 1-Meter-Brett 1993)
- Andreas Lorenz (ehemaliger 1. Vorsitzender)
- Willi Meyer (Deutscher Meister 1-Meter-Brett 1988 und 1989, 3-Meter-Brett 1988, Kombination 1988 und 1989)
- Ursula Möckel (Olympiateilnehmerin 1976)
- Gerta Nadenau (langjährige Jugendtrainerin, ausgezeichnet mit dem Bundesverdienstkreuz sowie Egidius-Braun-Preis 2003)
- Doris Pecher (mehrfache Deutsche Meisterin)
- My Phan (Jugendeuropameisterin 2007 3-Meter-Brett)
- Renate Piotraschke (Olympiateilnehmerin 1976)
- Pavlo Rozenberg (Deutscher Meister 1-Meter-Brett 2004, 2005)
- Uwe Strasek (mehrfacher Weltmeister in der Altersklasse 30–34 Jahren)
- Stefan Ulrich (Deutscher Meister Kombination 1997 und 1998, Deutscher Meister Synchronspringen Turm 2001)